# Гринвуд (тауншип, Айова)
Тауншип Гринвуд (англ. Greenwood Township) — тауншип и бывший административный центр в округе Коссут в штате Айова в Соединённых Штатах Америки.
Согласно результатам переписи населения США, проведённой в 2020 году, число жителей Тауншип Гринвуд составляло 817 человек, что, для такого небольшого населённого пункта, существенно меньше, чем было во время предыдущей переписи прошедшей в 2010 году (913 человек). Плотность населения составляет 9,85 человек на км². Этнический состав: 98,9% белых, 0,11% афроамериканцев, 0,22% латиноамериканцев, 0,11% азиатов и 0,11% — представители других рас.
Тауншип Гринвуд был основан в 1869 году. Он исполнял функции столицы округа Крокер в штате Айова, в течение всего его недолгого существования с 1870 по 1871 год.